# Here Comes Peter Cottontail
Here Comes Peter Cottontail (Pedro Bolinha de Algodão Está de Volta em Portugal) foi um especial televisivo de Páscoa da produtora americana Rankin/Bass, baseado num romance de 1957 de Priscilla e Otto Friedrich, The Easter Bunny That Overslept. O título do especial vem da canção pascal "Here Comes Peter Cottontail", que também pôde ser ouvida no especial. O nome "Peter Cottontail" vem de uma série de livros de Thornton W. Burgess (1874-1965).
Foi exibida originalmente pela ABC, e, posteriormente, na CBS. Em 2005 foi feito um filme para a televisão como sequência, Here Comes Peter Cottontail: The Movie. Conta a história de como um coelho chamado Peter Cottontail se tornou o principal Coelho da Páscoa.